# Neotropiska regionen

Den neotropiska regionen

Den neotropiska regionen eller neotropikerna är en av de åtta djurgeografiska regioner som jordens landmassa indelas i, och som omfattar Sydamerika, Centralamerika och Karibien. Norr om den neotropiska regionen finns den nearktiska regionen. Dessa två regioner har varit åtskilda under mycket lång tid, och både djur- och växtliv har utvecklats i olika riktningar.
Denna djurgeografiska region omfattar Syd- och Centralamerika, de mexikanska slättbygderna, de karibiska öarna och södra Florida. Begreppet används ibland synonymt för Sydamerikas tropiska områden, men regionen som sådan omfattar även den tempererade södra delen av Sydamerika.
Den neotropiska regionen innehåller mer tropisk regnskog än någon annan djurgeografisk region, där den sträcker sig från södra Mexico genom Centralamerika och norra Sydamerika ner till södra Brasilien inklusive den vidsträckta Amazonasregnskogen. Dessa regnskogsområden är några av de viktigaste exemplen på mångfalden av biologiska arter på jorden. Omfattande skogsskövling under slutet av 1900-talet har emellertid markant minskat denna så kallade biodiversitet.
Dessa regnskogar är också hemvist för en stor och heterogen grupp av ursprungsbefolkningar, vilka i olika grad vidhåller sina självständiga och traditionella kulturer och försörjningsmetoder i denna miljö. De av dessa folk som ännu är opåverkade av yttre inflytande minskar stadigt, jäms med en närmast explosionsartad utökning av urbanisering, vägbyggnad, djurhållning och industriell skogsexploatering vilka tränger in i deras traditionella hemland och miljö. Detta gör att bevarandeåtgärder i neotropikerna lätt kommer i konflikt med frågor om ursprungsbefolkningarnas rättigheter och äganderätt till naturresurser med mera.
De tempererade skogarna i sydvästra Sydamerika, inklusive de tempererade regnskogarna "Valdivian" och Magellans subpolära skogar samt Juan Fernandez-öarna och Desventuradasöarna är rester av den uråldriga antarktiska floran. Bland arterna inkluderas träd ur släktet sydbok (Nothofagus), podokarpväxter, cypressen Fitzroya cupressoides, och brödgranar som till exempel Araucaria araucana. Dessa regnskogar hotas av både skogsskövling och importerade, mer snabbväxande barrträd och eukalyptus-arter.
Sydamerika ingick ursprungligen i superkontinenten Gondwana, som även omfattade Afrika, Australien, Indien, Nya Zeeland och Antarktis. Neotropikerna delar därför många djurgrupper och växtgrupper med dessa kontinenter, exempelvis pungdjuren. Efter att Gondwana slutligen bröts upp, drev Sydamerika nordväst, och förenades senare med Nordamerika genom Panamanäset. Sydamerikanska arter som förfäderna till nordamerikansk opossum (Didelphis virginiana) och bältor flyttade in i Nordamerika, och nordamerikanska arter som förfäderna till Sydamerikas kameldjur, inklusive lamadjur (Lama glama) flyttade söderut. Det långsiktiga resultatet blev att många sydamerikanska arter blev utkonkurrerade av nordamerikanska arter och dog ut.
Det finns 31 fågelfamiljer som är endemiska för den neotropiska regionen, mer än dubbelt så många som inom någon annan djurgeografisk region.